# Charles Middleton
Pour les articles homonymes, voir Middleton.
Charles B. Middleton, né le 3 octobre 1874 à Elizabethtown (Kentucky), mort d'une crise cardiaque le 22 avril 1949 à Los Angeles (Californie), est un acteur américain, généralement crédité Charles Middleton.

## Biographie
Après des débuts au théâtre dans le répertoire du vaudeville, Charles Middleton entame une carrière au cinéma à l'occasion de deux films muets sortis en 1920. Il tourne surtout durant la période du parlant — contribuant à seulement trois autres films muets — et apparaît en tout dans près de deux-cents films américains (dont bon nombre de petits rôles non crédités), y compris des westerns, le dernier sorti en 1949, année de sa mort.
Un de ses rôles notables est celui de l'Empereur Ming, dans le serial Flash Gordon (1936), puis dans deux autres sortis en 1938 et 1940 (Buster Crabbe interprétant le rôle-titre dans ces trois films).
Mentionnons également The Miracle Woman de Frank Capra (1931, avec Barbara Stanwyck), La Soupe au canard de Leo McCarey (1933, avec les Marx Brothers), Laurel et Hardy conscrits d'A. Edward Sutherland (1939, avec Laurel et Hardy), ou encore Terreur à l'ouest de Lloyd Bacon (1939, avec James Cagney et Humphrey Bogart).
En fin de carrière, Charles Middleton joue une fois à Broadway (New York), dans une pièce représentée en 1946.
Mort à Los Angeles, Charles Middleton est enterré au Hollywood Forever Cemetery.

## Filmographie partielle
- 1920 : The $1,000,000 Reward de George Lessey et Harry Grossman
- 1922 : Serum of Evil de George Lessey
- 1929 : L'Affaire Bellamy (Bellamy Trial) de Monta Bell
- 1929 : Always Faithfull
- 1929 : The Far Call d'Allan Dwan
- 1930 : Beau Bandit de Lambert Hillyer
- 1930 : Way Out West de Fred Niblo
- 1931 : La Femme aux miracles (The Miracle Woman) de Frank Capra
- 1931 : Palmy Days d'A. Edward Sutherland
- 1931 : Ships of Hate de John P. McCarthy
- 1931 : Les Deux Légionnaires (Beau Hunks) de James W. Horne
- 1931 : Une tragédie américaine (An American Tragedy) de Josef von Sternberg
- 1931 : Caught Plastered de William A. Seiter
- 1931 : La Fille de l'enfer (Safe In Hell) de William A. Wellman
- 1932 : Amour défendu (Forbidden) de Frank Capra
- 1932 : L'Honorable Monsieur Wong (The Hatchet Man) de William A. Wellman
- 1932 : Le Président fantôme (The Phantom President) de Norman Taurog
- 1932 : Les Sans-soucis (Pack Up Your Troubles) de George Marshall et Ray McCarey
- 1932 : High Pressure de Mervyn LeRoy
- 1932 : Au seuil de l'enfer (Hell's Highway) de Rowland Brown
- 1932 : Je suis un évadé (I am a Fugitive from a Chain Gang) de Mervyn LeRoy
- 1932 : Rockabye de George Cukor
- 1932 : Le Signe de la croix (The Sign of the Cross) de Cecil B. DeMille
- 1932 : Valet d'argent (Silver Dollar) d'Alfred E. Green
- 1933 : La Loi de Lynch (This Day and Age) de Cecil B. DeMille
- 1933 : Doctor Bull de John Ford
- 1933 : Destination inconnue (Destination Unknown) de Tay Garnett
- 1933 : Les Faubourgs de New York (The Bowery) de Raoul Walsh
- 1933 : Tomorrow at Seven (en) de Ray Enright
- 1933 : Le Fou des îles (White Woman) de Stuart Walker
- 1933 : La Soupe au canard (Duck Soup) de Leo McCarey
- 1934 : Mrs. Wiggs of the Cabbage Patch de Norman Taurog
- 1934 : La Dernière Ronde (The Last Round-up) d'Henry Hathaway
- 1934 : Rythmes d'amour (Murder at the Vanities) de Mitchell Leisen
- 1934 : La Course de Broadway Bill (Broadway Bill) de Frank Capra
- 1934 : La Métisse (Behold My Wife) de Mitchell Leisen
- 1934 : Le Cabochard (The St. Louis Kid) de Ray Enright
- 1935 : Hop-a-long Cassidy d'Howard Bretherton
- 1935 : Steamboat Round the Bend de John Ford
- 1935 : Le Démon de la politique (The County Chairman) de John G. Blystone
- 1935 : Le Cavalier miracle (The Miracle Rider) de B. Reeves Eason et Armand Schaefer
- 1935 : Imprudente Jeunesse (Reckless) de Victor Fleming
- 1935 : Les Rois de la gaffe (The Fixer Uppers) de Charley Rogers
- 1935 : Agent spécial (Special Agent) de William Keighley
- 1935 : Émeutes (Frisco Kid) de Lloyd Bacon
- 1936 : La Fille du bois maudit (The Trail of the Lonesome Pine) d'Henry Hathaway
- 1936 : La Légion des damnés (Texas Rangers) de King Vidor
- 1936 : Flash Gordon de Frederick Stephani et Ray Taylor
- 1936 : Show Boat de James Whale
- 1936 : Ramona de Henry King
- 1936 : Bonne Blague (Wedding Present) de Richard Wallace
- 1937 : Le Dernier Négrier (Slave Ship) de Tay Garnett
- 1937 : Marie Walewska (Conquest) de Clarence Brown
- 1937 : Deux Femmes (John Meade's Woman) de Richard Wallace
- 1937 : Hollywood Cowboy d'Ewing Scott et George Sherman
- 1937 : Visages d'Orient (The Good Earth) de Sidney Franklin
- 1937 : Le Dernier Train de Madrid (The Last Train from Madrid) de James P. Hogan
- 1938 : L'Insoumise (Jezebel) de William Wyler
- 1938 : Flash Gordon's Trip to Mars de Ford Beebe et Robert F. Hill
- 1938 : Kentucky de David Butler
- 1939 : Les Trois Diables rouges (Daredevils of the Red Circle) de William Witney et John English
- 1939 : La Loi des rancheros (Cowboys from Texas) de George Sherman
- 1939 : Le Brigand bien-aimé (Jesse James) d'Henry King
- 1939 : Chantage (Blackmail), de H. C. Potter
- 1939 : Le Premier Rebelle (Allegheny Uprising) de William A. Seiter
- 1939 : Capitaine Furie (Captain Fury) de Hal Roach
- 1939 : Autant en emporte le vent (Gone with the Wind) de Victor Fleming, George Cukor et Sam Wood
- 1939 : Laurel et Hardy conscrits (The Flying Deuces) d'A. Edward Sutherland
- 1939 : Terreur à l'ouest (The Oklahoma Kid) de Lloyd Bacon

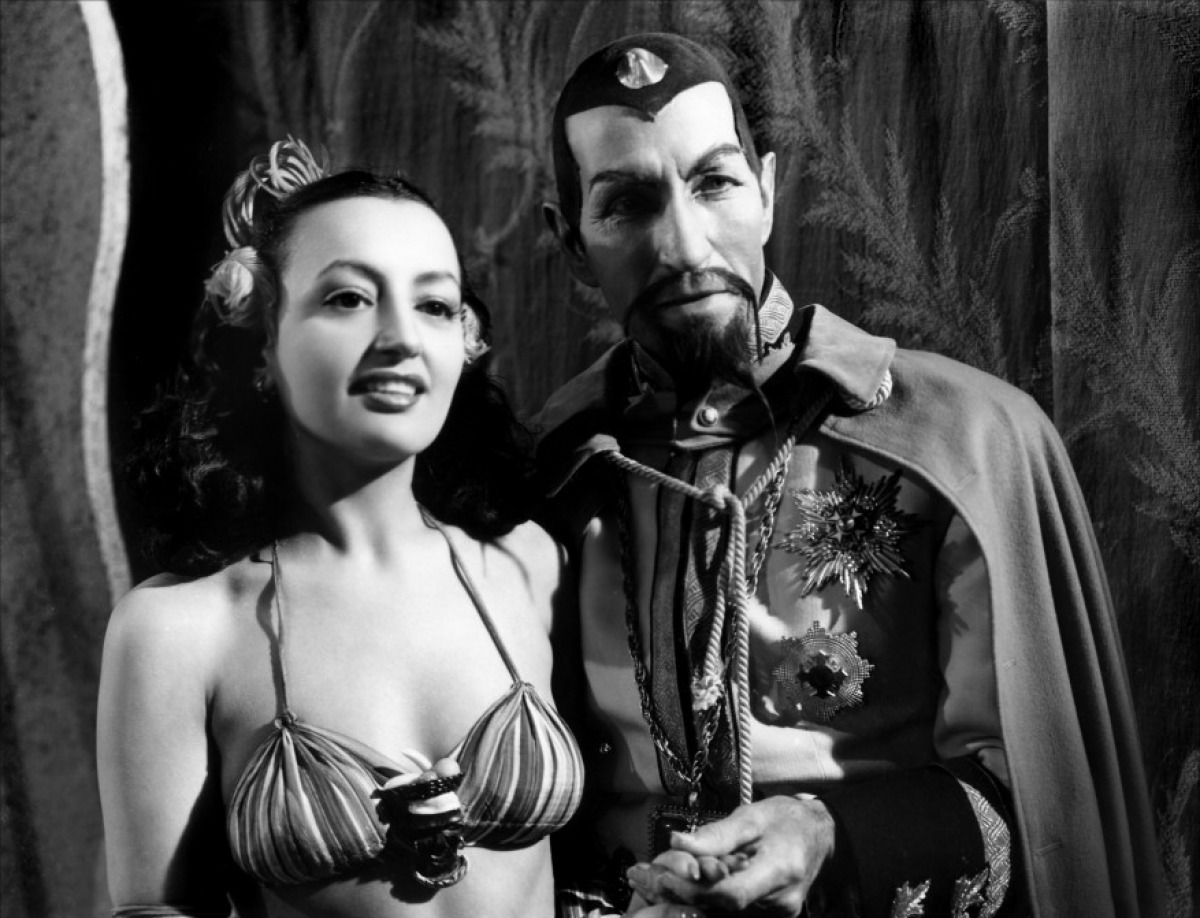
Avec Shirley Deane, dans Flash Gordon conquers the Universe (1940, photo promotionnelle)

- 1940 : La Caravane héroïque (Virginia City) de Michael Curtiz
- 1940 : La Piste de Santa Fe (Santa Fe Trail) de Michael Curtiz
- 1940 : Abraham Lincoln (Abe Lincoln in Illinois) de John Cromwell
- 1940 : Les Raisins de la colère (The Grapes of Wrath) de John Ford
- 1940 : L'Île des damnés (Island of Doomed Men) de Charles Barton
- 1940 : L'Odyssée des Mormons (Brigham Young) de Henry Hathaway
- 1940 : Le Mystère de Santa Marta (Rangers of Fortune) de Sam Wood
- 1940 : Flash Gordon à la conquête de l'univers (Flash Gordon Conquers the Universe) de Ford Beebe et Ray Taylor
- 1941 : Les Pionniers de la Western Union (Western Union) de Fritz Lang
- 1941 : Sergent York (Sergeant York) de Howard Hawks
- 1941 : Jungle Man de Harry L. Fraser
- 1941 : La Reine des rebelles (Belle Starr ou Belle Starr, the Bandit Queen) d'Irving Cummings
- 1941 : Le Retour du proscrit (The Shepherd of the Hills) de Henry Hathaway
- 1941 : L'Appel du Nord (Wild Geese Calling) de John Brahm
- 1941 : Gardez vos larmes (Stick to Yours Guns) de Lesley Selander
- 1942 : Le Retour de Bill Hickok (Wild Bill Hickok Rides) de Ray Enright
- 1942 : Men of San Quentin de William Beaudine
- 1942 : Le Mystère de Marie Roget (The Mystery of Marie Roget) de Phil Rosen
- 1943 : Le Corbeau noir (The Black Raven) de Sam Newfield
- 1943 : Les bourreaux meurent aussi (Hangmen also die !) de Fritz Lang
- 1943 : Batman de Lambert Hillyer
- 1944 : L'Aigle des sables (The Desert Hawk) de B. Reeves Eason
- 1944 : Kismet de William Dieterle
- 1945 : Our Vines have Tender Grapes de Roy Rowland
- 1946 : Les Tueurs (The Killers) de Robert Siodmak
- 1947 : Le Maître de la prairie (The Sea of Grass) d'Elia Kazan
- 1947 : Le Docteur et son toubib (Welcome Stranger) d'Elliott Nugent
- 1947 : La Vallée maudite (Gunfighters) de George Waggner
- 1947 : En route vers Rio (Road to Rio) de Norman Z. McLeod
- 1948 : La Cité de la peur (Station West) de Sidney Lanfield
- 1948 : Un million clé en main (Mr. Blandings builds his Dream House) de H.C. Potter
- 1949 : Le Dernier Bandit (The Last Bandit) de Joseph Kane

## Théâtre (sélection)
- 1946 : January Thaw de William Roos, production de Michael Todd, mise en scène d'Ezra Stone, avec Robert Keith